# Johann Gottlieb Lindemann
Johann Gottlieb Lindemann (* 16. September 1757 in Lüneburg; † 12. Januar 1829 in Isenbüttel) war ein deutscher evangelisch-lutherischer Pfarrer. Er veröffentlichte religionsphänomenologische und philosophische Schriften und war Ehrenmitglied der Deutschen Gesellschaft zu Göttingen.

## Leben
Der aus Lüneburg stammende Lindemann bezeichnete sich 1780 auf der Titelseite seiner Naturgeschichte des Geistes, ohne weitere Angaben zur Person, als „der Weltweisheit Beflissener“. Die Schrift veröffentlichte der 23-Jährige „bey Gelegenheit der Aufnahme in die königliche deutsche Gelehrten Gesellschaft“ und widmete sie „dem ganzen Hochangesehenen Rath der Stadt Lüneburg“, „seinen Hohen Gönnern und Patronen“.
Lindemann erhielt 1788 die zweite Pfarrstelle in Gifhorn. 1793 wurde er Gemeindepfarrer in Isenbüttel und blieb es bis zu seinem Tod. Er schrieb darüber 1814, er sei „wider meinen Willen nach Isenbüttel versetzt, wo ich zugleich das Versprechen erhielt, nicht lange hier zu bleiben, unglücklicherweise bin ich aber nun schon 21 Jahre hier, und sehne mich vergebens nach einem größeren Wirkungskreise“.
In der Jenaischen Allgemeinen Literatur-Zeitung vom Januar 1823 findet sich eine vernichtende ironische Rezension zu Lindemanns Historischem und philosophischem Überblick von 1820.
Er war verheiratet mit Louise Justine Lindemann geb. Meyer (1769–1837), mit der er vier Kinder hatte.

## Veröffentlichungen

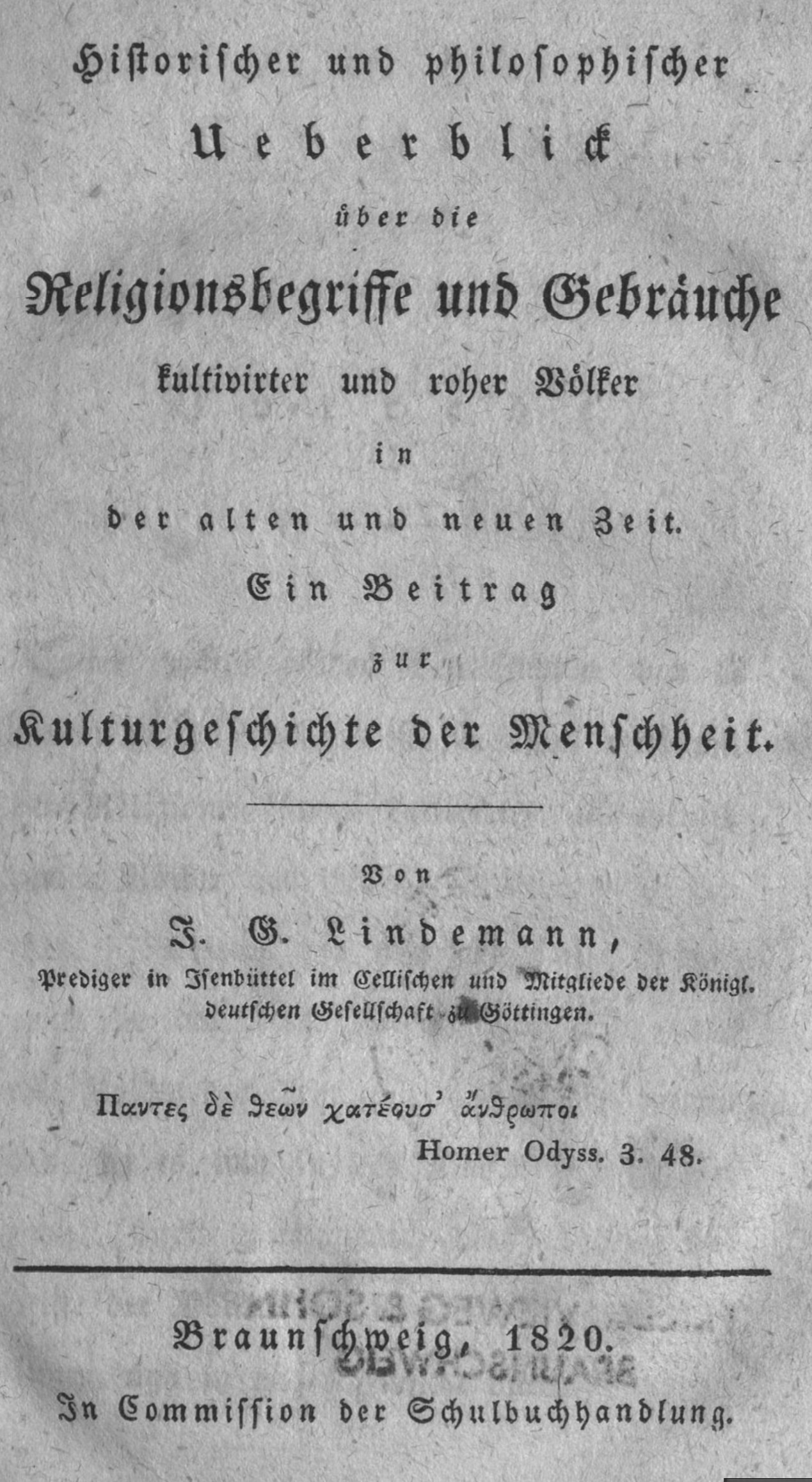
Historischer und philosophischer Ueberblick über die Religionsbegriffe, Braunschweig 1820, Titelseite, mit Motto aus Homers Odyssee (3,48): „Denn es bedürfen ja alle Menschen der Götter“.

- Naturgeschichte des Geistes und Ursprung des Krieges. Zwo Abhandlungen bey Gelegenheit der Aufnahme in die königliche deutsche Gelehrten Gesellschaft. Leipzig 1780 (Digitalisat)
- Geschichte der Meinungen älterer und neuerer Völker, im Stande der Roheit und Cultur, von Gott, Religion, und Priesterthum
  - Teil 1, Stendal 1784 (Digitalisat)
  - Teil 2, Stendal 1785 (Digitalisat)
  - Teil 3, Stendal 1786 (Digitalisat)
  - Teil 4, Stendal 1787 (Digitalisat)
  - Teil 5, Stendal 1788 (Digitalisat)
  - Teil 6, Stendal 1792 (Digitalisat)
  - Teil 7, Stendal 1795 (Digitalisat)
- Die Moral älterer kultivirter und neuerer wilder Völker, historisch und philosophisch bearbeitet. Stendal 1795 (Digitalisat)
- Historischer und philosophischer Ueberblick über die Religionsbegriffe und Gebräuche kultivirter und roher Völker in der alten und neuen Zeit. Ein Beitrag zur Kulturgeschichte der Menschheit. Braunschweig 1820 (Digitalisat)